# Шампунь

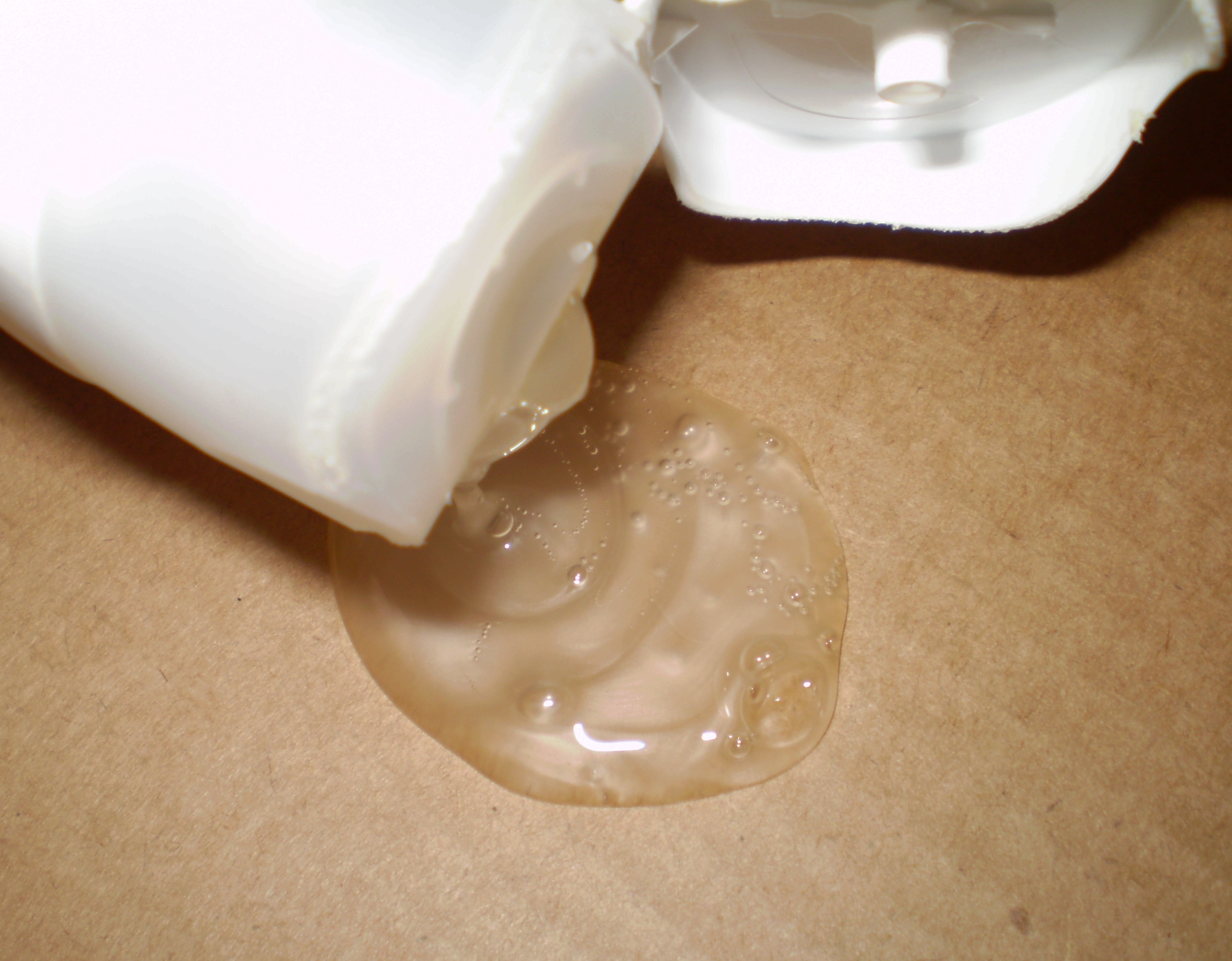

Шампу́нь — один з головних і найпоширеніших засобів для догляду за волоссям. Шампунь — це рідка лікарська форма, яка складається з розчинника (вода, екстракти рослинної сировини, спирт, гліцерин тощо), розчинних лужних солей вищих жирних кислот і розчинених в ньому або змішаних з ним біологічно активних речовин. Компонент, що міститься в найбільшій кількості — вода, у меншій об'ємній кількості поверхнево-активні речовини (ПАР). Також використовують консерванти, ароматизатори, неорганічні солі — хлорид натрію (NaCl) або інші — для підтримки бажаної в'язкості. До складу сучасних шампунів часто входять природні олії, вітаміни або інші компоненти, які, за твердженням виробників, сприяють зміцненню волосся або представляють будь-яку користь для споживачів. Проте експериментальних підтверджень цьому не існує.

## Етимологія
Слово є англомовним запозиченням з гінді — «чампа» — назва квітки, що росте в Індії, з якої робиться олія для втирання у волосся (звідси англ. shampoo — «масажувати»).

## Історія винайдення

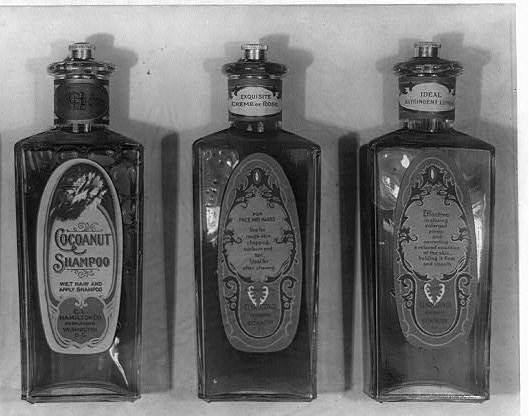
Шампуні що виготовлялись у 1909–1932 роках C. L. Hamilton Co., Вашингтон, США.

Шампунь було винайдено в 1903 році, німецьким хіміком Хансом Шварцкопфом (нім. Hans Schwarzkopf). Він вперше виготовив фіалковий шампунь з логотипом у вигляді чорної голови. Порошковий шампунь Шварцкопфа став першим марочним продуктом в області косметики для волосся. Асортимент шампунів розширився досить швидко і налічував вже вісім видів: жовтковий, ромашковий, кисневий, трав'яний, ланоліновий, березовий, сірчаний і з витяжками рослинних смол. У 1919 році виробництво вийшло на якісно новий рівень, а продукт отримав назву Schaumpoon. Через декілька років компанія Шварцкопф представила новий винахід — рідкий шампунь. У 1931 році був створений шампунь з доглядаючими компонентами для волосся. У 1993 році — перший безлужний шампунь для волосся, формула якого стала основою багатьох сучасних шампунів. Виробництво шампунів та інших засобів догляду за волоссям постійно розширюється. В наш час[коли?] існує безліч шампунів, бальзамів-ополіскувачів, масок для різних типів волосся. Також у виробництво впроваджені шампуні-тоніки, що забезпечують волоссю тимчасове фарбування, не порушучи структуру волосся.

## Класифікація
Шампуні поділяються за такими ознаками:
За призначенням:
- звичайні — потребують додаткового використання інших косметичних засобів, кондиціонерів, ополіскувачів;
- спеціальні — м'якої дії, щоденного користування, що поліпшують будову волосся, не подразнюють шкіру голови, оскільки мають нейтральний рівень рН (препарати «2 в 1» — шампунь і бальзам-ополіскувач);
- лікувальні — призначені для особливо чутливого і пошкодженого волосся. До їхнього складу входять спеціальні лікувальні препарати;
- особливого призначення — використовуються до або після хімічної завивки чи фарбування волосся, нейтралізують залишки окисника, надають волоссю міцності, закривають луску кутикули тощо.

За статево-віковими: для дорослих; для дітей.
За консистенцією: тверді; рідкі; желеподібні; кремоподібні.
За концентрацією поверхнево-активних речовин (ПАР): звичайні; концентровані, що вимагають розведення водою, а також без ПАР.
За типом волосся: для сухого; жирного; нормального волосся; універсальні.
За виконуваними функціями:
- звичайні — потребують додаткового використання інших косметичних засобів, кондиціонерів, ополіскувачів;
- з додатковими функціями:
  - для частого застосування;
  - «живильні» містять корисні добавки;
  - для ламкого, посіченого і ослабленого волосся — відновлюють структуру волосся;
  - лікувальні — призначені для «проблемного», особливо чутливого і пошкодженого волосся.
- комплексної дії:
  - відтінкові;
  - фарбувальні;
  - освітлюючі;
  - шампуні «Два в одному» — шампунь та кондиціонер або бальзам, або ополіскувач;
  - шампуні «Три в одному» — шампунь + бальзам + ополіскувач або кондиціонер, або шампунь + кондиціонер + ополіскувач.

За основою:
- Лужні шампуні — шампуні на мильній основі, що мають гарну миючу здатність, але через наявність спирту в їх рецептах вони негативно впливають на суху шкіру і волосся.
- Безлужні шампуні рекомендують для волосся з сильно пошкодженою структурою. У більшості ці шампуні виготовляються на основі сапонінів, що отримують його з кори і коріння різних рослин. Крім сапоніна до складу входять речовини, що характеризуються лікувальними властивостями й пом'якшують, подразнюючу властивість сапоніна. До них відносять анолін, лецитин, спермацет та інші.
- Шампуні на основі ПАР досить популярні. Цими шампунями можна користуватися у воді будь-якої жорсткості. Це шампуні з корисними добавками, вони не дратують і не знежирюють шкіру, добре змиваються з волосся і не залишають по собі нальоту.
- Натуральні шампуні — шампуні на мильній основі, які не містять спирту, ПАР, а також синтетичних консервантів.